# Klangbad: Avant-garde in the Meadows
Klangbad: Avant-garde in the Meadows ist ein Film des Regie- und Produzentenpaares Dietmar Post (Deutschland/USA) und Lucía Palacios (Spanien/Deutschland). Im Stile des Direct Cinema haben die Filmemacher das von Hans-Joachim Irmler (Faust) kuratierte Avantgarde-Musikfestival in Scheer im Jahr 2005 festgehalten.

## Porträtierte Bands / Songs
- Minit – Motels & Bars
- Jutta Koether – Fresh Aufhebung
- Steven W. Lobdell – More Rock, Less Talk
- Kammerflimmer Kollektief – Hausen
- Cpt. Howdy – Nervous
- Faust – Dont Look Back
- The One Ensemble of Daniel Padden – Singing Norway To Sleep
- Nista Nije Nista – Amalo

## DVD-Veröffentlichung
Die DVD-Veröffentlichung enthält als Bonusmaterial einen zusätzlichen Film, der das komplette Konzert der deutschen Avantgarde-Pop-Band Faust zeigt. Der Titel des Films lautet: Faust: Live at Klangbad Festival.